# Fermijev plin
Fermijev plin (prema E. Fermiju) je model elektronskog plina u metalima što ga tvore elektroni koje atomi u kristalnoj rešetki lako otpuštaju (1, 2 ili više valentnih elektrona po atomu). U klasičnome modelu elektronskog plina takvi slobodni elektroni gibaju se kroz rešetku. Kvantnomehanički Fermijev model zasniva se na gušćoj koncentraciji elektrona u materijalima i na Paulijevu principu ograničenja, prema kojemu glavni kvantni broj n i spinski kvantni broj s utječu na raspoređivanje elektrona po energijskim stanjima. Za svaki n postoje dva stanja: 
- s orijentacijom spina gore (+ħ)
- i orijentacijom dolje (–ħ),

gdje je ħ = h/2∙π reducirana Planckova konstanta. U Fermijevu plinu, pod ovim uvjetima, moguće je izračunati najveću energiju koju elektroni mogu imati, jer je ukupan broj stanja određen ukupnim brojem skupova kvantnih brojeva nx, ny i nz koji kvantiziraju energiju čestica. 
Najveća kinetička energija koju slobodni elektroni imaju u metalu na temperaturi 0 K, u modelu Fermijeva plina u kojemu je svaka energijska razina zaposjednuta s dva elektrona, naziva se Fermijeva energija EF. Brojčano, ona je određena odnosom: 
{\displaystyle E_{F}=\,\,3,645\cdot 10^{-19}\cdot \rho _{0}^{\frac {2}{3}}}
gdje je: ρ0 gustoća slobodnih elektrona u metalu (tipično, ρ0 ≈ 1028 m–3), a vrijednosti za EF dobivaju se u jedinicama elektronvolt (eV). Vrijednosti su Fermijevih energija materijala ispod desetak eV, na primjer za materijal bakar EF (Cu) = 7 eV, za srebro EF (Ag) = 5,5 eV. Fermijev model plina korisno je približenje (aproksimacija) i u nuklearnoj fizici (Fermijev model nukleonskog plina). Model je u osnovi isti kao i za elektronski plin, ali su podatci nuklearni (broj nukleona, maseni broj atomske jezgre te njezin polumjer).